# Judo tại Đại hội Thể thao Đông Nam Á 1981
Judo tại Đại hội Thể thao Đông Nam Á năm 1981 diễn ra từ 10 đến 14 tháng 12 năm 1981 tại khu phức hợp Fort Bonifacio, Manila, Philippines. Đây là kỳ SEA Games đầu tiên có nội dung judo nữ, với quy mô rộng lớn: 8 hạng cân nam và 8 hạng cân nữ. Đoàn thể thao Indonesia dẫn đầu với 8 tấm huy chương vàng.

## Tóm tắt kết quả

### Nam
| Hạng cân | Vàng                    | Bạc               | Đồng                  |
| -------- | ----------------------- | ----------------- | --------------------- |
| >60 kg   | Sandhisiri Pakit        | Myint Tay         | Low Chee Kiang        |
| 65 kg    | Noel Gomez              | Chang Kiong Choon | Y. Boonyaleka         |
| 71 kg    | Oscar Bautista          | Kong Fook Wai     | H. Rojanachiva        |
| 78 kg    | K. Thawatchi            | Yono Budiono      | Rolan Ilamas          |
| 86 kg    | Chandra Haryanto        | Narzal Garcia     | không trao huy chương |
| 91 kg    | I. Pisak                | Andrea Sachion    | Tan Seow Yew          |
| 95 kg    | Perrence George Pantouw | Koh Eng Kian      | Goh Wing Wai          |
| Open     | Perrence George Pantouw | Chandra Haryanto  | Narzal Garcia         |

### Nữ
| Hạng cân | Vàng                  | Bạc                   | Đồng                  |
| -------- | --------------------- | --------------------- | --------------------- |
| >48 kg   | Muenvichit Chalermsri | Christine Tinlay      | Victoria Macapagal    |
| 52 kg    | Sri Rahayu            | B. Parnthip           | Ho Lee Thee           |
| 54 kg    | E. Thiastuti          | Y. Lamai              | Lee Yin Wah           |
| 56 kg    | Maria Paula Pantouw   | Maria Theresa Padre   | Pornpen Ngamchuen     |
| 66 kg    | Khin Mu Mu            | Prasert Rittikul      | Sayu Gde Pujiati      |
| 72 kg    | Nicholas Peggy Evelyn | Ellen Tinio           | Ida Iriani Kandi      |
| 78 kg    | Elly Amalia           | Pantien Bangorn       | không trao huy chương |
| Open     | Elly Amalia           | Nicholas Peggy Evelyn | Ellen Tinio           |

## Bảng huy chương
| Hạng               | Đoàn               | Vàng | Bạc | Đồng | Tổng số |
| ------------------ | ------------------ | ---- | --- | ---- | ------- |
| 1                  | Indonesia (INA)    | 8    | 2   | 2    | 12      |
| 2                  | Thái Lan (THA)     | 4    | 4   | 3    | 11      |
| 3                  | Philippines (PHI)  | 2    | 4   | 4    | 10      |
| 4                  | Myanmar (MYA)      | 1    | 2   | 0    | 3       |
| 5                  | Malaysia (MAS)     | 1    | 1   | 2    | 4       |
| 6                  | Singapore (SIN)    | 0    | 3   | 3    | 6       |
| Tổng số (6 đơn vị) | Tổng số (6 đơn vị) | 16   | 16  | 14   | 46      |